# Spreading the Disease
Spreading The Disease är det andra albumet från det amerikanska thrash metal-bandet Anthrax. Det släpptes 12 augusti 1985.

## Låtlista
1. "A.I.R." (Anthrax) - 5:45
2. "Lone Justice" (Anthrax) - 4:36
3. "Madhouse" (Anthrax) - 4:19
4. "S.S.C./Stand or Fall" (Anthrax) - 4:08
5. "The Enemy" (Anthrax) - 5:25
6. "Aftershock" (Anthrax) - 4:28
7. "Armed and Dangerous" (text:Neil Turbin, musik:Anthrax och Dan Lilker) - 5:43
8. "Medusa" (text:Jon Zazula, musik:Anthrax) - 4:44
9. "Gung-Ho" (text:Neil Turbin, musik: Anthrax och Dan Lilker) - 4:34

## Medverkande
- Joey Belladonna - sång
- Dan Spitz - gitarr
- Scott Ian - gitarr
- Frank Bello - bas
- Charlie Benante - trummor